# Министерство социальной политики, семьи и единства Украины
Министерство социальной политики, семьи и единства Украины (укр. Міністерство соціальної політики, сім'ї та єдності України) — государственный орган исполнительной власти Украины, деятельность которого направляется и координируется Кабинетом министров Украины. Министерство возглавляет Министр социальной политики Украины, которого назначает на должность Верховная Рада Украины в установленном законодательством порядке.
До 9 декабря 2010 года называлось министерством труда и социальной политики Украины.

## Задачи
В задачи Министерства входит формирование и реализация государственной политики:
- в сфере социальной политики, общеобязательного государственного социального и пенсионного страхования, волонтерской деятельности, по вопросам семьи и детей, оздоровления и отдыха детей, усыновления и защиты прав детей, предотвращения насилия в семье, противодействия торговле людьми, а также защиты прав депортированных по национальному признаку лиц, вернувшихся в Украину, обеспечения равных прав и возможностей женщин и мужчин, оказания гуманитарной помощи, социальных услуг лицам, отдельным социальным группам, которые находятся в сложных жизненных обстоятельствах;
- по социальной защите, в том числе лиц с инвалидностью, ветеранов труда, ветеранов военной службы, жертв нацистских преследований, детей войны и жертв политических репрессий;
- по пенсионному обеспечению и ведению учета лиц, подлежащих общеобязательному государственному социальному страхованию;
- по социальной и профессиональной адаптации военнослужащих, увольняемых лиц, уволенных с военной службы;
- по осуществлению государственного надзора и контроля за соблюдением требований законодательства об общеобязательном государственном социальном страховании в части назначения, начисления и выплаты пособий, компенсаций, предоставления социальных услуг и других видов материального обеспечения с целью соблюдения прав и гарантий застрахованных лиц;
- по обеспечению государственных социальных стандартов и государственных социальных гарантий для населения.

## Подчинённые органы
В ведении Министерства состоят Государственная служба Украины по вопросам труда, Пенсионный фонд Украины и Государственная социальная служба Украины.

## Руководство
- Министр — Оксана Жолнович.
- Первый заместитель министра — Евгений Котик[4].
- Государственный секретарь министерства — Татьяна Выдмыш (врио.).
- Заместители министра — Андрей Котырло, Виталий Музыченко[5].
- Заместитель министра по вопросам европейской интеграции — Анна Сергеева.
- Заместитель министра по вопросам цифрового развития, цифровых трансформаций и цифровизации — Константин Кошеленко[6].